# Bitwa o Radom
Bitwa o Radom – starcie zbrojne mające miejsce w dniach 15–16 stycznia 1945 między oddziałami Armii Czerwonej a wojskami niemieckimi, skutkujące zdobyciem Radomia i zakończeniem władzy reżimu III Rzeszy w powiecie radomskim dystryktu radomskiego.

## Przebieg działań bojowych
Ofensywa styczniowa Armii Czerwonej, która ruszyła 12 stycznia 1945, spowodowała, że wojska Armii Czerwonej przełamały obronę niemiecką na całej linii frontu na przyczółku baranowsko-sandomierskim i 15 stycznia dotarły na przedpola Radomia. Miasto zostało przygotowane przez Niemców do obrony okrężnej i długotrwałego oporu. Do obrony Radomia przeznaczono 45 Dywizję Piechoty, 19 Dywizję Pancerną, 10 Dywizję Zmotoryzowaną oraz 24 pułk zapasowy, 475 batalion przeciwpancerny, 695 batalion policji i 791 batalion policji.
Radziecki plan zdobycia Radomia zakładał przeprowadzenie jednoczesnego ataku z trzech kierunków: od wschodu nacierać miała 36 Brygada Pancerna, od północy – 20 Brygada Pancerna, a od południa – 65 Brygada Pancerna. Około godziny 16:00 udało się przełamać niemiecką obronę na przedpolach miasta, co umożliwiło żołnierzom 11 Korpusu Pancernego wdarcie się do miasta. Jako pierwsi w granice miasta wkroczyli czerwonoarmiści z 218 Pułku Strzeleckiego należącego do 77 Dywizji Strzeleckiej. Około północy bitwa o Radom weszła w decydującą fazę. Po nocnych walkach oraz dziennych, trwających do godziny 9:00, opór Niemców został całkowicie złamany. Miasto zostało uwolnione spod okupacji niemieckiej. Do zdobycia Radomia przyczyniła się również 16 Armia Lotnicza dowodzona przez gen. Siergieja Rudenkę.
W czasie walk w rejonie Radomia i w samym mieście poległo 2674 żołnierzy Armii Czerwonej. Polegli pochowani zostali w zbiorowych mogiłach na cmentarzu przy ul. Warszawskiej w Radomiu.

## Upamiętnienie
Za męstwo i odwagę wykazaną w walce o zdobycie Radomia 11 Korpus Pancerny, 25 i 61 Korpus Strzelecki oraz inne jednostki otrzymały zaszczytną nazwę Radomskich. 
W okresie Polski Ludowej w parku miejskim w Radomiu wzniesiono pomnik poświęcony żołnierzom poległym w walkach o zdobycie Radomia. Na pomniku umieszczono napis w języku polskim i rosyjskim: Tu spoczywają żołnierze i podoficerowie Armii Czerwonej polegli w walce z niemiecko-faszystowskimi okupantami przy oswabadzaniu m. Radomia 16.1.1945 r. WIECZYSTA SŁAWA BOHATEROM.